# Una vacante imprevista (miniserie)
The Casual Vacancy (en español: Una vacante imprevista), es una miniserie dramática que transmitida del 15 de febrero de 2015 hasta el 1 de marzo del 2015 por medio de las cadenas BBC One y HBO. 
La miniserie estuvo basada en la novela The Casual Vacancy de J. K. Rowling.

## Historia
La trama se centró en una pequeña ciudad británica: Pagford, un aparentemente idílico pueblo inglés con una plaza de mercado y una antigua abadía. 
Detrás de la hermosa fachada del pueblo, se encuentra una ciudad en guerra: los ricos contra los pobres, los adolescentes contra sus padres, las esposas en contra de sus maridos y finalmente los profesores contra los alumnos.
Cuando Barry Fairbrother, un miembro del consejo parroquial muere, la trama se pone en marcha.

## Personajes[8]

### Personajes principales
| Actor              | Personaje          | Trabajo                  | N.º de episodios | Duración |
| ------------------ | ------------------ | ------------------------ | ---------------- | -------- |
| Rory Kinnear       | Barry Fairbrother  | Concejal                 | 3                | 2015     |
| Michael Gambon     | Howard Mollison    | Dueño de la tienda local | 3                | 2015     |
| Julia McKenzie     | Shirley Mollison   | -                        | 3                | 2015     |
| Keeley Hawes       | Samantha Mollison  | -                        | 3                | 2015     |
| Rufus Jones        | Miles Mollison     | -                        | 3                | 2015     |
| Abigail Lawrie     | Krystal Weedon     | -                        | 3                | 2015     |
| Keeley Forsyth     | Terri Weedon       | Acompañante              | 3                | 2015     |
| Simon McBurney     | Colin "Cubby" Wall | Director                 | 3                | 2015     |
| Monica Dolan       | Tess Wall          | -                        | 3                | 2015     |
| Brian Vernel       | Stuart "Fats" Wall | -                        | 3                | 2015     |
| Michele Austin     | Kay Bawden         | -                        | 3                | 2015     |
| Lolita Chakrabarti | Parminder Jawand   | -                        | 3                | 2015     |
| Richard Glover     | Simon Price        | -                        | 3                | 2015     |
| Joe Hurst          | Andrew "Arf" Price | -                        | 3                | 2015     |

### Personajes recurrentes
| Actor                  | Personaje          | Trabajo            | N.º de episodios | Duración |
| ---------------------- | ------------------ | ------------------ | ---------------- | -------- |
| Emily Bevan            | Mary Fairbrother   | -                  | 3                | 2015     |
| Bryce Sanders          | Robbie Weedon      | -                  | 3                | 2015     |
| Sonny Ashbourne Serkis | Paul Price         | -                  | 3                | 2015     |
| Marie Critchley        | Ruth Price         | -                  | 3                | 2015     |
| Simona Brown           | Gaia Bawden        | -                  | 3                | 2015     |
| Silas Carson           | Vikram Jawande     | -                  | 3                | 2015     |
| Ria Choony             | Sukhvinder Jawanda | -                  | 3                | 2015     |
| Hetty Baynes           | Maureen "Mo" Lowe  | -                  | 3                | 2015     |
| Mary Roscoe            | Monica             | Bibliotecaria      | 3                | 2015     |
| Menna Trussler         | Betty              | -                  | 3                | 2015     |
| Alex Rowe              | Copper             | -                  | 3                | 2015     |
| Sope Dirisu            | -                  | Doctor             | 3                | 2015     |
| Hayley Downing         | Lexi Mollison      | -                  | 2                | 2015     |
| Lauren Downing         | Libby Mollison     | -                  | 2                | 2015     |
| Emilia Fox             | Julia Sweetlove    | -                  | 2                | 2015     |
| Julian Wadham          | Aubrey Sweetlove   | -                  | 2                | 2015     |
| Sam Redford            | Obbo               | -                  | 2                | 2015     |
| Vass Anderson          | Bill               | -                  | 2                | 2015     |
| Alizabeth Rider        | Maggie             | -                  | 2                | 2015     |
| Matt Sapsford          | -                  | Oficial de Policía | 2                | 2015     |
| Teresa Churcher        | Hannah Morbury     | -                  | 1                | 2015     |
| Joanna Bobin           | Joanna             | -                  | 1                | 2015     |
| Paul Blackwell         | -                  | Oficial de Policía | 1                | 2015     |

## Episodios
La miniserie estuvo conformada por 3 episodios.

## Producción
La miniserie fue dirigida por Jonny Campbell y escrita por Sarah Phelps, y fue distribuida por la BBC, Warner Bros y Television Distribution.
En la producción contó con Ruth Kenley-Letts y los productores ejecutivos Neil Blair, Lucy Richer, J.K. Rowling, Rick Senat y Paul Trijbits; junto con la productora asociada Lucy Hairsine (de "The Blair Partnership") ,así como con la productora de línea Sarah Dibsdall.
La música fue realizada por Solomon Grey, mientras que la cinematografía estuvo en manos de Tony Slater Ling y la edición estuvo a cargo de Tom Hemmings.

### Emisión en otros países
| País   | Cadenas       | Fecha de Inicio | Fecha de Finalización |
| ------ | ------------- | --------------- | --------------------- |
| España | Canal+ Series | 2015            | -                     |